# 海登·菲利普斯
海登·菲利普斯（英語：Hayden Phillips，1998年2月6日—），新西兰男子曲棍球运动员。他曾代表新西兰参加2018年和2022年英联邦运动会曲棍球比赛，获得一枚银牌。他也曾参加2016年夏季奥运会。